# ウンターアイゼスハイム
ウンターアイゼスハイム (ドイツ語: Untereisesheim) は、ドイツ連邦共和国バーデン＝ヴュルテンベルク州ハイルブロン郡に属す町村（以下、本項では便宜上「町」と記述する）。

## 地理

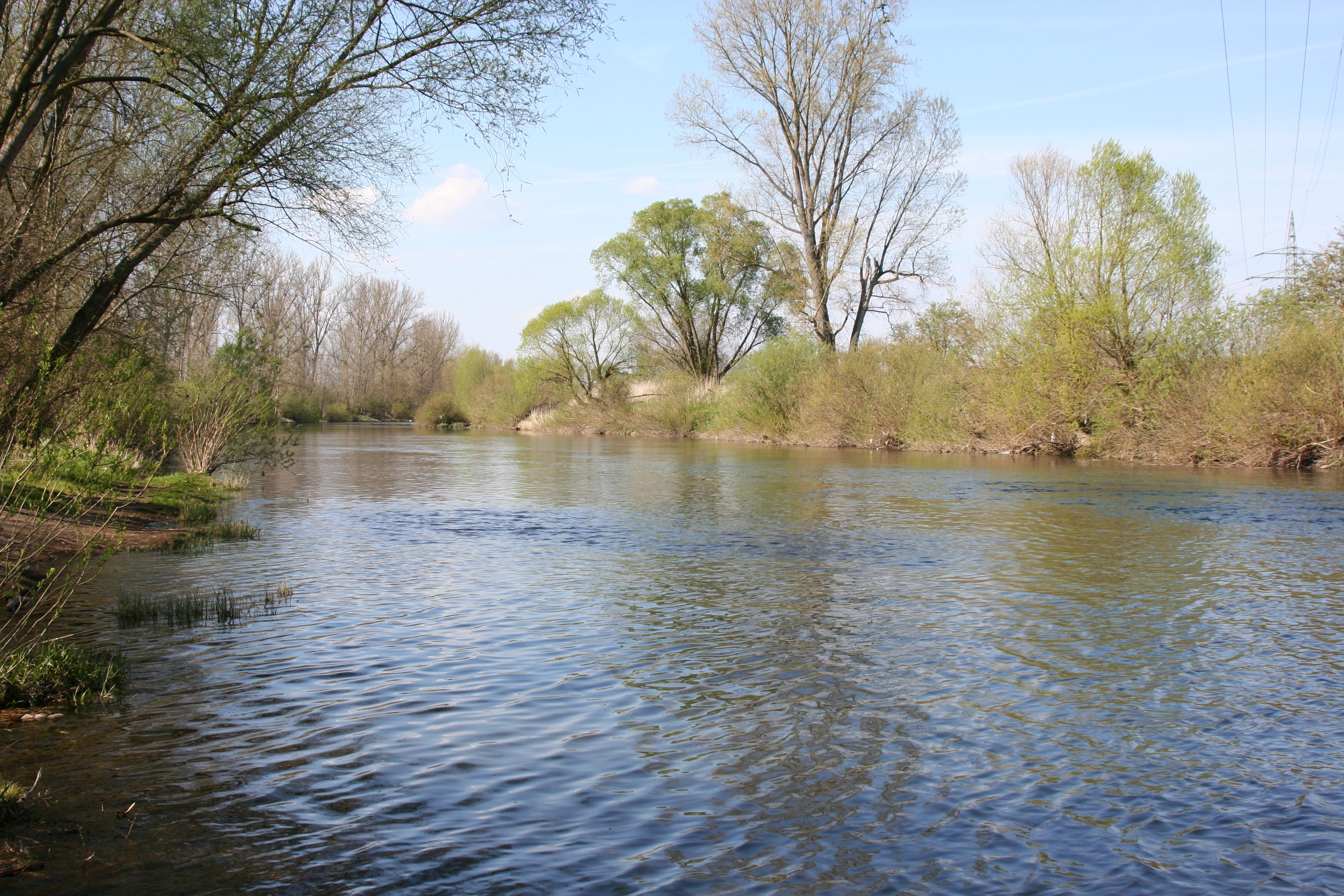
ウンターアイゼスハイム付近を流れるネッカー川

ウンターアイゼスハイムはハイルブロンの北、ネッカー川の畔に位置する。

### 隣接する市町村
ウンターアイゼスハイムに隣接する3つの市は、南から時計回りに、ネッカーズルム、バート・ヴィンプフェン、バート・フリードリヒスハルであり、いずれもハイルブロン郡に属す。ウンターアイゼスハイムは、ネッカーズルムおよびエアレンバッハとともに行政共同体を形成する。

## 歴史
ウンターアイゼスハイムは、767年のロルシュ文書に "Eisesheim" として初めて言及されている。1243年にアイゼスハイム家がヴァインスベルク家のレーエン領主としてこの地に入った。現在の町の紋章は、これに由来する。1461年にローマースハイム家がウンターアイゼスハイムを購入した。1529年に領主は、全領民に宗教改革をもたらした。
三十年戦争の時代、1622年5月6日、（バート・）ヴィンプフェンからウンターアイゼスハイム付近で、数千人の死者が出たヴィンプフェンの戦いがあった。カトリックのティリー伯が勝利を収め、バーデン＝ドゥルラハ辺境伯ゲオルク・フリードリヒらプロテスタント同盟軍は敗北、ヴュルテンベルク公ヨハン・フリードリヒの弟マグヌスまでがなくなった。1655年にこの村はヴュルテンベルク公に売却された。
1925年には、この村の人口は、わずか600人程度であった。1960年頃から大規模な工業用地が整備され、人口は飛躍的に増加していった。1959年に1,000人、1973年に2,000人、1985年に3,000人、そして2005年には4,000人に達した。1970年代の自治体再編時にもウンターアイゼスハイムは、独立した自治体を維持した。

### 宗教
ウンターアイゼスハイムは宗教改革以来、伝統的にプロテスタントの町である。この町には独自の教会組織がある。カトリック教徒は、ネッカーズルムの聖ディオニシウス教会に属していた。1992年にこの町にもカトリックの教会堂ができた。

## 見所
- プロテスタントのクニベルト教会: 1738年創設。現在の建物は1945年以後に修復されたものである。
- ケルター広場のカトリックの聖フランツィスクス教会: 1992年建造。
- 町役場近くの1893年に造られた村の泉
- ケルター広場の人形の泉(Figurenbrunnen)
- 戦争記念碑: 1914-18年の死者のために建てられたが、1945年以後に1939-45年の死者・行方不明者もその名が刻まれた。

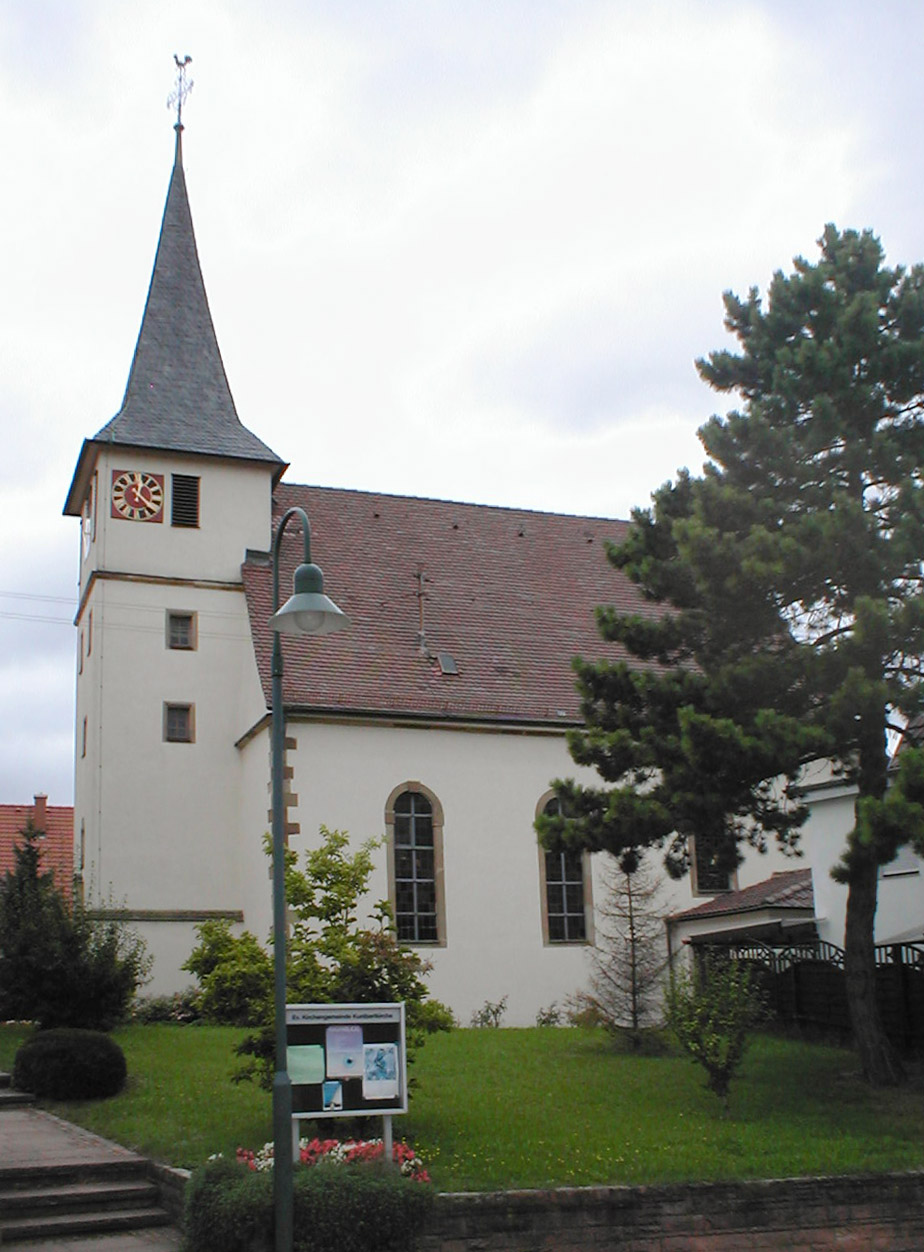
プロテスタントのクニベルト教会
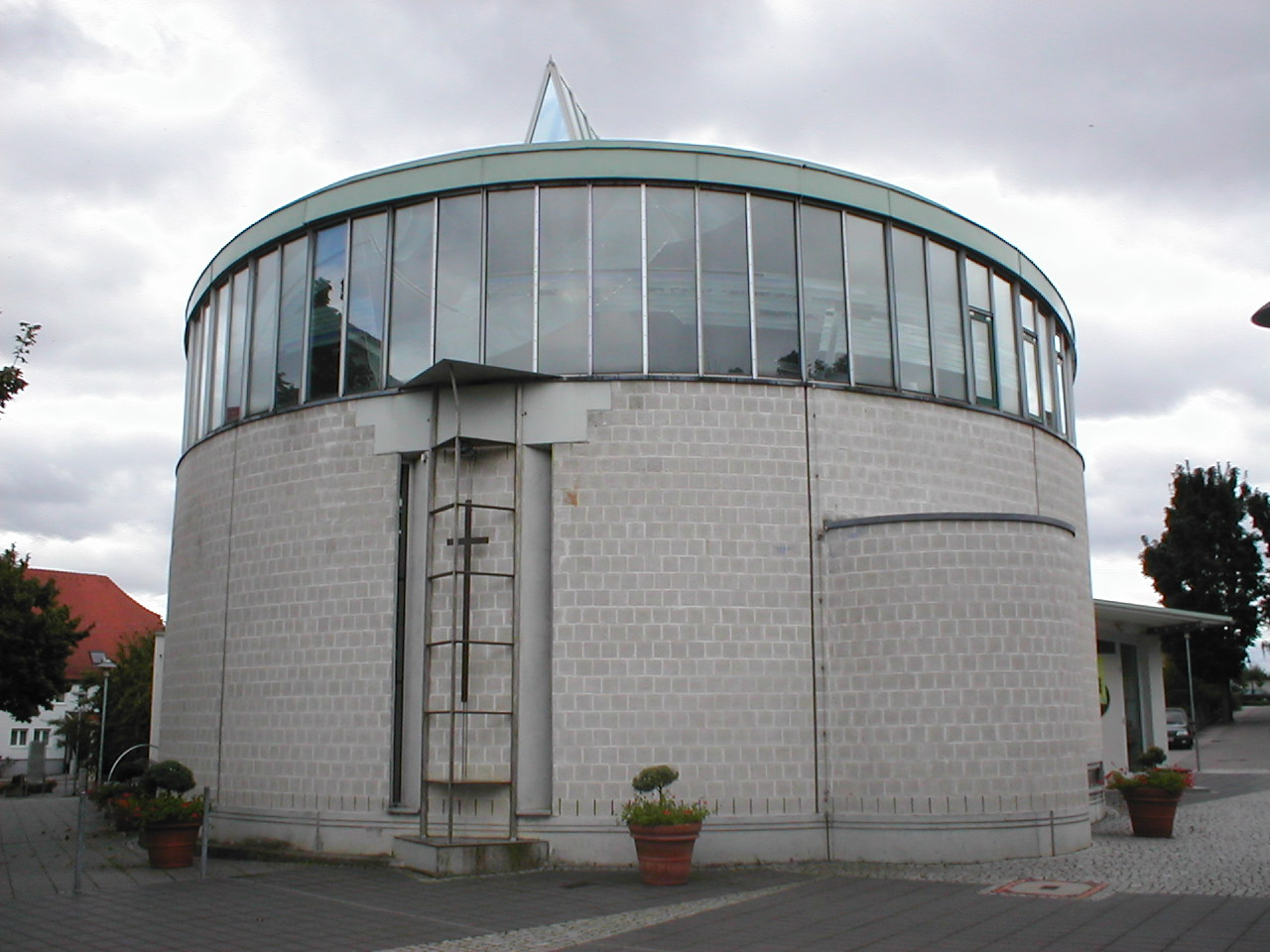
カトリックの聖フランツィスクス教会
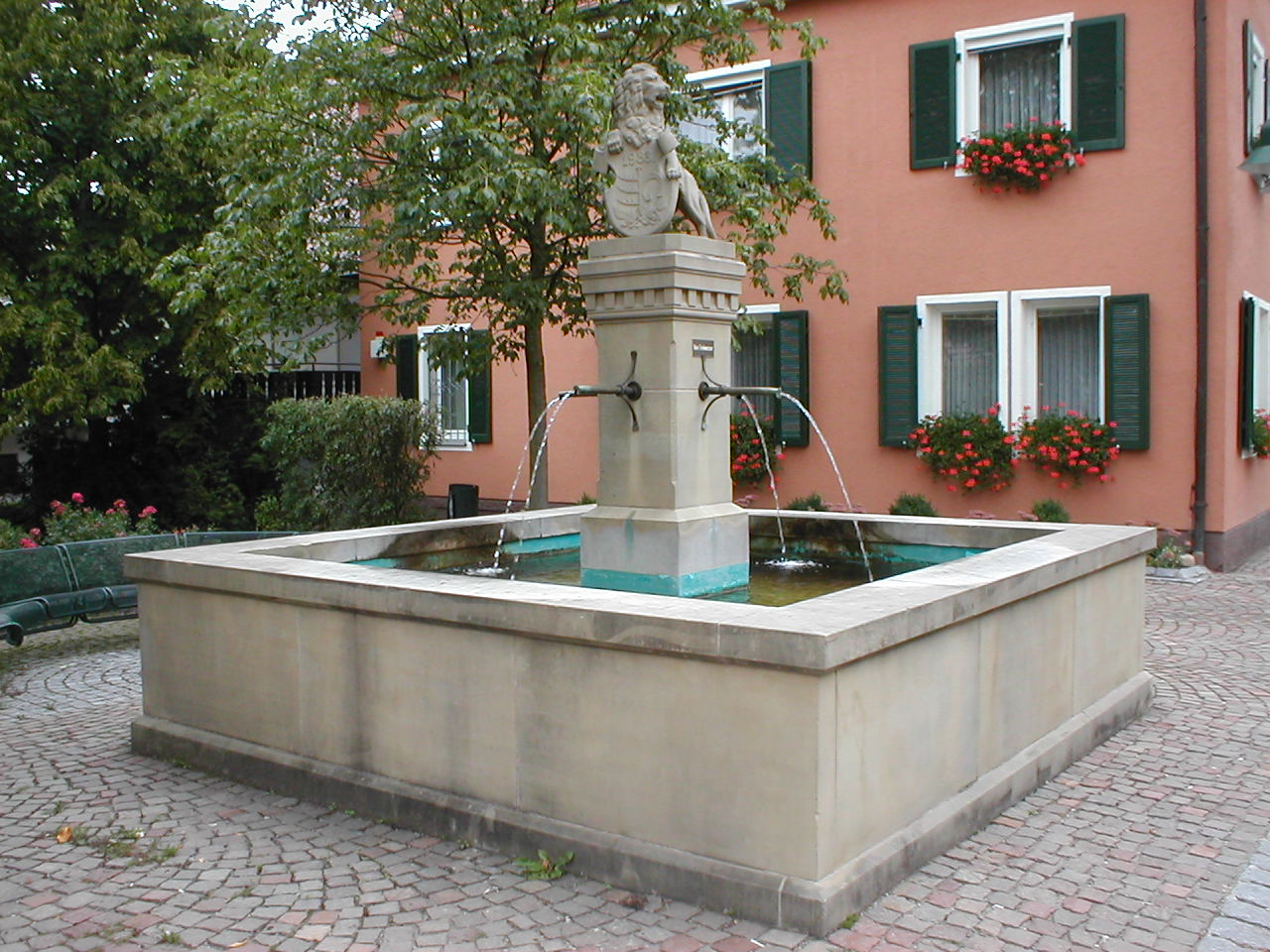
1893年作製の村の泉
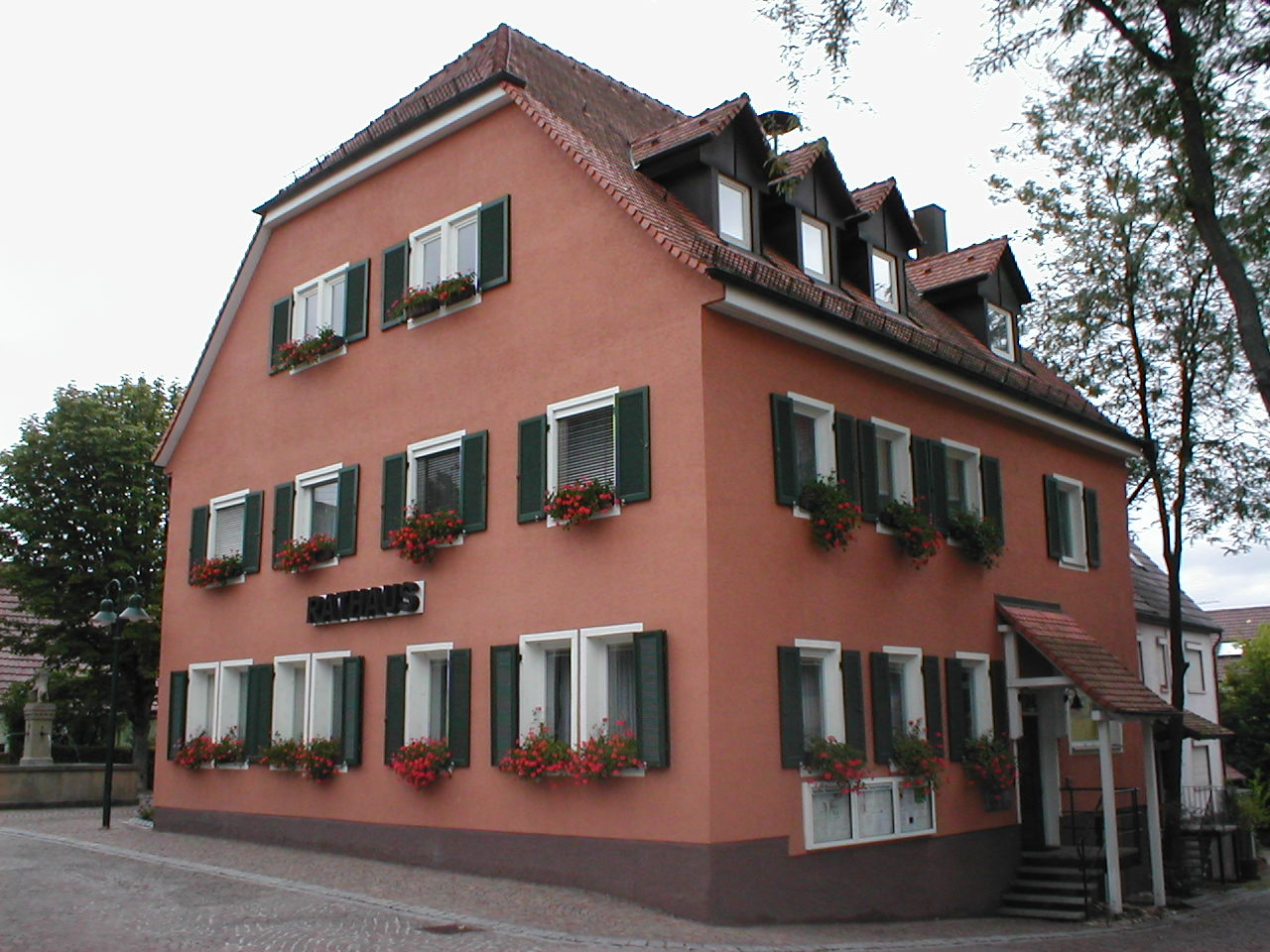
町役場
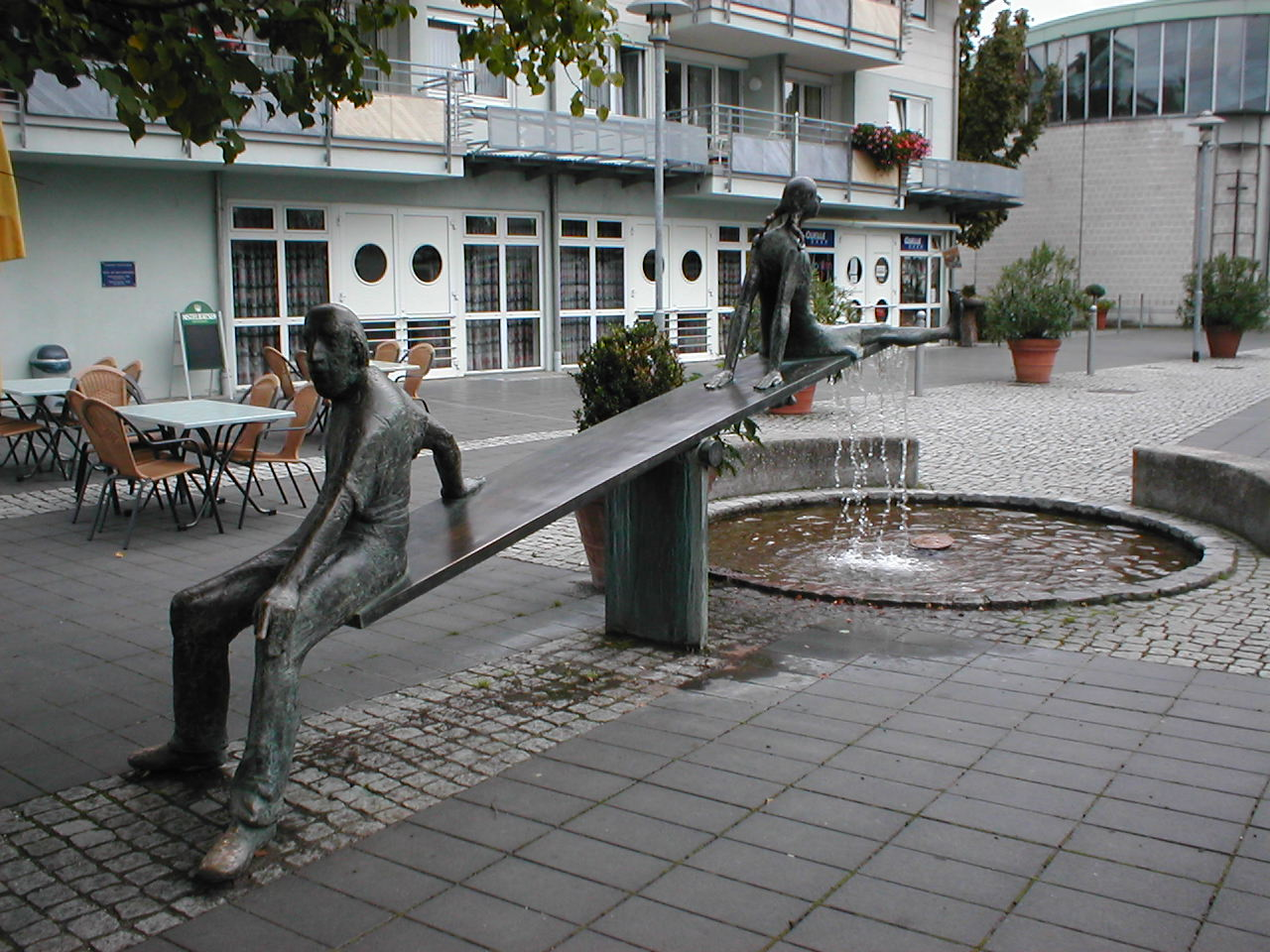
ケルター広場の人形の泉
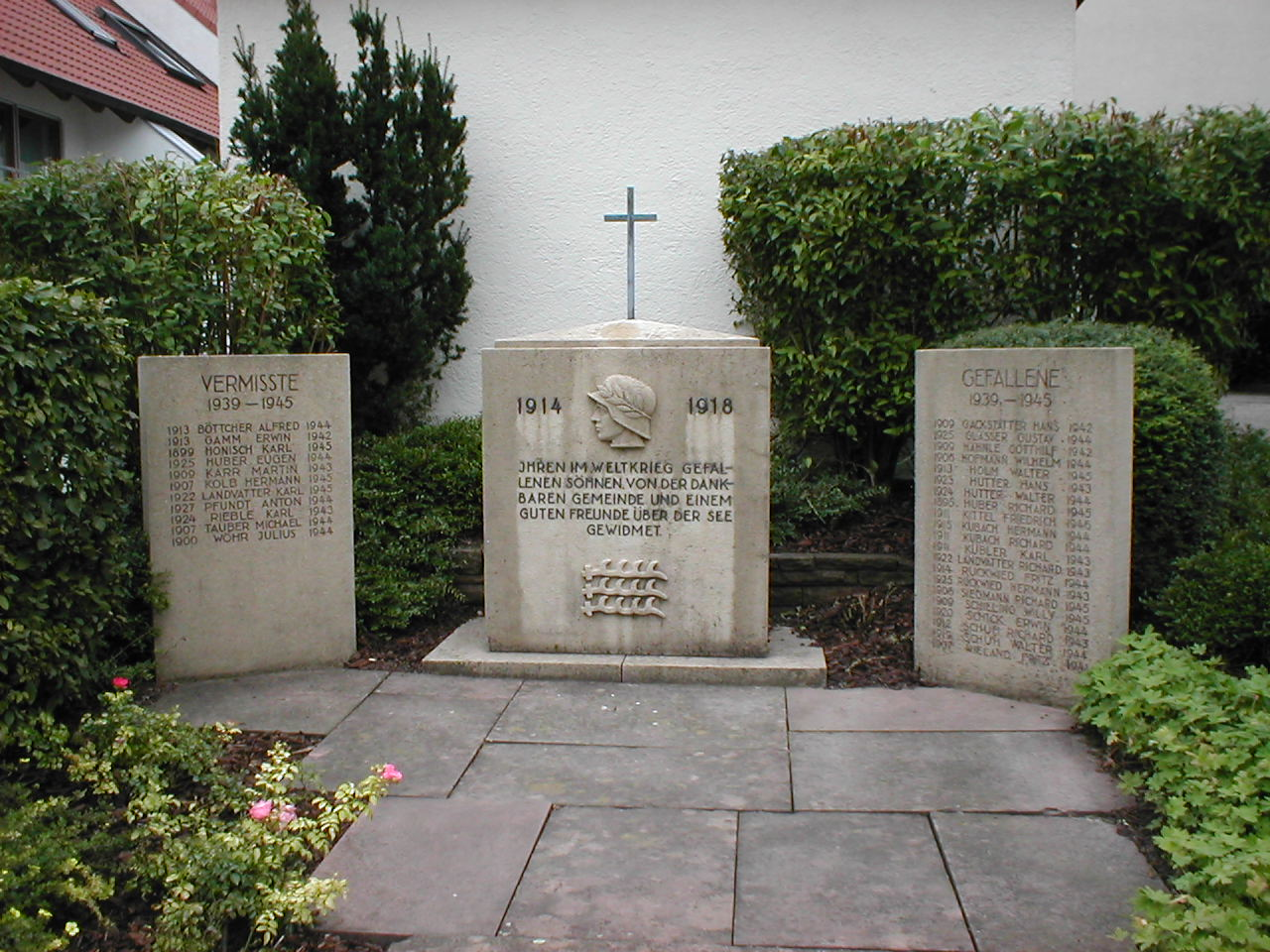
戦争記念碑

## 行政

### 議会
ウンターアイゼスハイムの議会は14議席からなる。これに議長を務める首長が加わる。

### 紋章と旗
図柄: 黒地に斜めに組み違えられた2本の銀の矛槍。
旗は、白 - 黒
ヴュルテンベルクの文書部門は、1918年に町と紋章について協議を行った。1946年からこの紋章が使われた。この紋章のデザインは、1382年のヴィルヘルム・フォン・アイゼスハイムの印章に基づいている。紋章と旗は、1963年3月4日にバーデン＝ヴュルテンベルク州内務省の認可を得た。

### 友好都市
- デュルタル （フランス、メーヌ＝エ＝ロワール県）

## 経済と社会資本

### 企業と産業
ウンターアイゼスハイムは、主として住宅地である。住民の多くの職場は、ハイルブロンやネッカーズルムにある。1985年頃からクレッスグラーベン産業地域に、いくつかの中小企業が稼働している。

### 農業
約200ha以上の農業用地のおよそ90%が、耕作用に用いられている。
ウンターアイゼスハイムはまた、伝統的なワイン町であり、ヴュルテンベルク・ワインのヴュルテンベルク・ウンターラント地方シュタウフェンベルク大地区に属す。しかしブドウの作付け面積は約7haと非常に小さい。

### 交通
ウンターアイゼスハイムは、連邦アウトバーンA6号線（ザールブリュッケン - ヴァイトハウス）のハイルブロン＝ウンターアイゼスハイム・インターチェンジが近くにある。また、1日あたり1,500台以上の車両が通過する道路（郡道1100号線）が町内を走っており、町の大きな負担となっている。計画されていたバイパス工事は、経済的事情から時期未定の状態にまで後退してしまった。

### メディア
ウンターアイゼスハイムでのニュースは、日刊紙 Heilbronner Stimme の北中部版(NM)に掲載される。
町の週毎の報告書は、バート・フリードリヒスハルのVerlag Nussbaum Medienに掲載される。町の担当部署に申し込めば定期購読可能である。

### 教育
この町には、基礎課程の学校があるのみである。スクールバスが運行している、より上級の学校は、ネッカーズルムまたはバート・ヴィンプフェンにある。
この町の図書館には、1万点を超える蔵書がある。

## 引用と脚注
1. ↑  Statistisches Landesamt Baden-Württemberg – Bevölkerung nach Nationalität und Geschlecht am 31. Dezember 2023 (CSV-Datei)
2. ↑  Verkehrswirtschaftliche Untersuchung „Umfahrung Gemeinde Untereisesheim und Stadt Bad Wimpfen“, Analyse 2002, Planungsbüro Bender+Stahl, Ludwigsburg. Verkehrsaufkommen am Ortseingang aus Richtung Obereisesheim: 16803 Fahrzeuge in 24h
3. ↑  Pressemitteilung des Regierungspräsidiums Stuttgart vom 27. Juni 2006